# Romuald Garczewski
Romuald Zygmunt Garczewski (ur. 7 lutego 1961 w Staszowie) – polski samorządowiec, poseł na Sejm VII kadencji.

## Życiorys
Ukończył studia na Wydziale Mechanicznym Politechniki Świętokrzyskiej w Kielcach oraz podyplomowe studia na Akademii Ekonomicznej w Krakowie z zakresu zarządzania audytem wewnętrznym w jednostkach finansów publicznych.
Zaangażował się w działalność stowarzyszenia Regionalne Forum Samorządowe. Był współtwórcą oraz prezesem Staszowskiej Izby Gospodarczej. Objął również funkcję prezesa zarządu powiatowego Związku Ochotniczych Straży Pożarnych RP.
W latach 1999–2002 był radnym powiatu staszowskiego i przewodniczącym komisji budżetowej. W 2002 zwyciężył w pierwszych bezpośrednich wyborach burmistrza Staszowa, pokonując w drugiej turze Andrzeja Iskrę. W wyborach w 2006 bez powodzenia ubiegał się o reelekcję, przegrywając w drugiej turze z tymże Andrzejem Iskrą. Zasiadł w radzie powiatu III kadencji, po czym został powołany na starostę staszowskiego. W 2010 został ponownie wybrany na urząd burmistrza Staszowa, ponownie pokonując w drugiej turze Andrzeja Iskrę. W wyborach samorządowych w 2014 bezskutecznie ubiegał się o reelekcję, przegrywając w drugiej turze głosowania z Leszkiem Kopciem. Równolegle, również bez powodzenia, startował do rady powiatu.
W wyborach parlamentarnych w 2011 kandydował do Sejmu z 8. pozycji listy Polskiego Stronnictwa Ludowego (pozostając osobą bezpartyjną) w okręgu świętokrzyskim, otrzymując 2870 głosów i nie zostając wówczas wybranym. Miejsce w Sejmie uzyskał jednak wskutek wygaśnięcia mandatu Jarosława Górczyńskiego i odmowy jego objęcia przez Kazimierza Kotowskiego. Ślubowanie poselskie złożył 13 stycznia 2015. W wyborach parlamentarnych w tym samym roku nie ubiegał się o reelekcję.

## Odznaczenia
- Złoty Krzyż Zasługi (2013)[13]
- Srebrny Krzyż Zasługi (2005)[14]
- Medal Komisji Edukacji Narodowej (2011)[15].

## Życie prywatne
Żonaty z Małgorzatą, mają dwoje dzieci: Wojciecha i Magdalenę.